# Šesti saziv Hrvatskog sabora
Šesti saziv Hrvatskog sabora izabran je na izborima održanim 24. i 25. novembra 2007, a konstituisan 11. januara 2008. godine. Odluka o raspuštanju ovog saziva Hrvatskoga sabora doneta je 28. oktobra 2011. godine.

## Raspodela mandata
Sedmi saziv čine 153 zastupnika, a izborne liste imaju sledeći broj mandata:
| Izborna lista                                                    | Mandata |
| ---------------------------------------------------------------- | ------- |
| Hrvatska demokratska zajednica                                   | 66      |
| Socijaldemokratska partija Hrvatske                              | 56      |
| Hrvatska seljačka stranka – Hrvatska socijalno-liberalna stranka | 8       |
| Hrvatska narodna stranka – liberalni demokrati                   | 7       |
| Hrvatski demokratski savez Slavonije i Baranje                   | 3       |
| Istarski demokratski sabor                                       | 3       |
| Hrvatska stranka umirovljenika                                   | 1       |
| Hrvatska stranka prava                                           | 1       |
| kandidati nacionalnih manjina                                    | 8       |

- HDZ (66)
- HSS (6)
- HSLS (2)
- SDAH (1)
- HSU (1)
- SDP (56)
- HNS (7)
- IDS (3)
- HDSSB (3)
- SDSS (3)
- HSP (1)
- Nezavisni zastupnici (4)

## Zastupnici
Ovaj saziv Hrvatskog sabora čini 120 muškaraca (78,4%) i 33 žene (21,6%).
Za zastupnike su izabrani ( – zastupnik sa liste nacionalne manjine):
|  |  |  |  |  |  |  |  |  |  |  |  |  |  |  |  |  |  |  |  |  |  |  |  |  |  |  |  |  |  |

### A
- Ivo Andrić (HDZ)
- Ingrid Antičević Marinović (SDP)
- Željka Antunović (SDP)

### B
- Ivan Bagarić (HDZ)
- Arsen Bauk (SDP)
- Luka Bebić (HDZ)
- Davor Bernardić (SDP)
- (HNS)
- Suzana Bilić Vardić (HDZ)
- Mato Bilonjić (HDZ)
- Dragutin Bodakoš (SDP)
- Biljana Borzan (SDP)
- Rade Bošnjak (HDZ)
- Dražen Bošnjaković (HDZ)
- Marin Brkarić (IDS)
- Perica Bukić (HDZ)

### 
- Karmela Caparin (HDZ)
- (HDZ)
- Brankica Crljenko (SDP)

### Č
- Miroslav Čačija (HSS)
- Nada Čavlović Smiljanec (SDP)
- Ivan Čehok (HSLS)
- Zdenka Čuhnil ( nezavisna)
- Tomislav Čuljak (HDZ)

### Ć
- prof. dr. sc. Krešimir Ćosić (HDZ)

### 
- Luka Denona (SDP)
- Miljenko Dorić (HNS)
- Igor Dragovan (SDP)

### Đ
- Josip Đakić (HDZ)
- Anto Đapić (HSP)
- Šimo Đurđević (HDZ)

### F
- Mirjana Ferić-Vac (SDP)
- Krešo Filipović (HDZ)
- Stjepan Fiolić (HDZ)
- Prof. dr. sc. Gvozden Flego Srećko (SDP)
- Dr. sc. Zdenko Franić (SDP)
- Josip Friščić (HSS)

### G
- Stipo Gabrić (HSS)
- Ratko Gajica ( SDSS)
- Branimir Glavaš (HDSSB)
- Ivo Grbić (HDZ)
- Branko Grčić (SDP)
- Boro Grubišić (HDSSB)
- Krešimir Gulić (HDZ)

### H
- Mario Habek (SDP)
- Ivan Hanžek (SDP)
- dr. sc. Andrija Hebrang (HDZ)
- Goran Heffer (SDP)
- Bojan Hlača (HDZ)
- (SDP)
- Zlatko Horvat (HNS)
- Silvano Hrelja (HSU)
- Danica Hursa (HNS)
- Davor Huška (HDZ)

### 
- Tomislav Ivić (HDZ)
- Vladimir Ivković (HDZ)

### J
- Ivan Jarnjak (HDZ)
- Nadica Jelaš (SDP)
- Romana Jerković (SDP)
- Ivo Josipović (nezavisni)
- Željko Jovanović (SDP)
- Marin Jurjević (SDP)
- dr. sc. Ljubo Jurčić (SDP)

### K
- Damir Kajin (IDS)
- Željana Kalaš (HDZ)
- Zdravko Kelić (HSS)
- Nedjeljka Klarić (HDZ)
- Zlatko Koračević (HNS)
- Antun Korušec (HSLS)
- Ante Kotromanović (SDP)
- Drago Kovačević (HDZ)
- Dino Kozlevac (SDP)
- Ante Kulušić (HDZ)
- Boris Kunst (HDZ)
- Bruno Kurelić (SDP)
- Branko Kutija (HDZ)

### 
- Josip Leko (SDP)
- Dragutin Lesar (HNS)
- Slavko Linić (SDP)
- Franjo Lucić (HDZ)
- Šime Lučin (SDP)
- Marija Lugarić (SDP)
- Ljubica Lukačić (HDZ)

- Nevenka Majdenić (HDZ)
- Anton Mance (HDZ)
- Gordan Maras (SDP)
- Goran Marić (HDZ)
- Nevenka Marinović (HDZ)
- Krunoslav Markovinović (HDZ)
- Borislav Matković (HDZ)
- Frano Matušić (HDZ)
- Nazif Memedi ( nezavisni)
- Anđelko Mihalić (HDZ)
- Zoran Milanović (SDP)
- Boris Miletić (IDS)
- Stjepan Milinković (HDZ)
- Neven Mimica (SDP)
- Petar Mlinarić (HDZ)
- Daniel Mondekar (SDP)
- Mirando Mrsić (SDP)
- Zvonimir Mršić (SDP)

### N
- Živko Nenadić (HDZ)

### O
- Milanka Opačić (SDP)
- Rajko Ostojić (SDP)
- Ranko Ostojić (SDP)

### P
- Ivica Pančić (SDP)
- Božidar Pankretić (HSS)
- mr. sc. Marija Pejčinović Burić (HDZ)
- Marijana Petir (HSS)
- Tonino Picula (SDP)
- Vlatko Podnar (SDP)
- Zvonimir Puljić (HDZ)
- dr. sc. Milorad Pupovac ( SDSS)
- dr. sc. Vesna Pusić (HNS)

### R
- dr. sc. Furio Radin ( nezavisni)
- Niko Rebić (HDZ)
- Ivanka Roksandić (HDZ)
- Zdravko Ronko (SDP)
- Jerko Rošin (HDZ)
- Vedran Rožić (HDZ)

### S
- dr. sc. Petar Selem (HDZ)
- Damir Sesvečan (HDZ)
- Gordana Sobol (SDP)
- Vojislav Stanimirović ( SDSS)
- Nenad Stazić (SDP)
- mr. sc. Nedjeljko Strikić (HDZ)

### Š
- Ivan Šantek (HDZ)
- Vladimir Šeks (HDZ)
- dr. sc. Nevio Šetić (HDZ)
- Tatjana Šimac-Bonačić (SDP)
- Sonja Šimunović (SDP)
- dr. sc. Vladimir Šišljagić (HDSSB)
- Milivoj Škvorc (HDZ)
- Miroslav Škoro (HDZ)
- Vesna Škulić (SDP)
- mr. sc. Deneš Šoja ( nezavisni)
- Božica Šolić (HDZ)
- Boris Šprem (SDP)
- Dubravka Šuica (HDZ)

### T
- dr. sc. Šemso Tanković ( SDAH)
- Emil Tomljanović (HDZ)
- Marko Turić (HDZ)
- Željko Turk (HDZ)

### V
- Davorko Vidović (SDP)
- Zoran Vinković (SDP)
- Biserka Vranić (SDP)
- Tanja Vrbat (SDP)
- Tomislav Vrdoljak (HDZ)
- Ivan Vučić (HDZ)
- Antun Vujić (SDP)
- Dragan Vukić (HDZ)

### Z
- Dragica Zgrebec (SDP)
- Mario Zubović (HDZ)

## Spoljašnje veze
- Mrežno mesto Hrvatskog sabora (језик: хрватски)
- Konačni rezultati izbora 2007.[мртва веза] (језик: хрватски)